# Delta Orionis
Coordenadas:  05h 32m 00.4s, −00° 17′ 57″
Delta Orionis (δ Ori / δ Orionis), também conhecido como Mintaka (do árabe منطقة manţaqah, "área"), é um sistema estelar múltiplo na constelação de Orion. Juntamente com Epsilon Orionis (Alnilam) e Zeta Orionis (Alnitak), Delta Orionis forma o cinturão de Orion, conhecido por diversos nomes de culturas antigas (popularmente como "As Três Marias").
O sistema Delta Orionis é constituído por uma estrela principal, uma estrela de magnitude aparente 7 que está a 52 segundos de arco da principal e uma outra estrela mais fraca ainda de magnitude 14. O componente principal em si é duplo, consistindo de uma estrela gigante de classe B e uma outra de menor de classe O. Essas estrelas se orbitam a cada 5,73 dias.